# Théorème de la porte

Le théorème de la porte est un théorème de géométrie dans l'espace.
Le nom de théorème de la porte lui est parfois donné,,  car  cette propriété est utile aux menuisiers pour s'assurer que l'axe de rotation d'une porte est perpendiculaire au plancher.

## Énoncé et illustration
Théorème de la porte — Si une droite est orthogonale à deux droites sécantes du plan alors elle est orthogonale à toutes les droites du plan. On dit alors que la droite est perpendiculaire au plan.
Propriété du menuisier : la droite (d), perpendiculaire aux droites (d1) et (d2) sécantes en O, est perpendiculaire au plan (p) contenant ces deux droites. La porte tourne alors normalement autour de (d).
Cette propriété de géométrie dans l'espace se révèle tellement utile qu'on lui donne parfois le nom de théorème fondamental de l'orthogonalité.
Elle se démontre facilement à l'aide du produit scalaire.

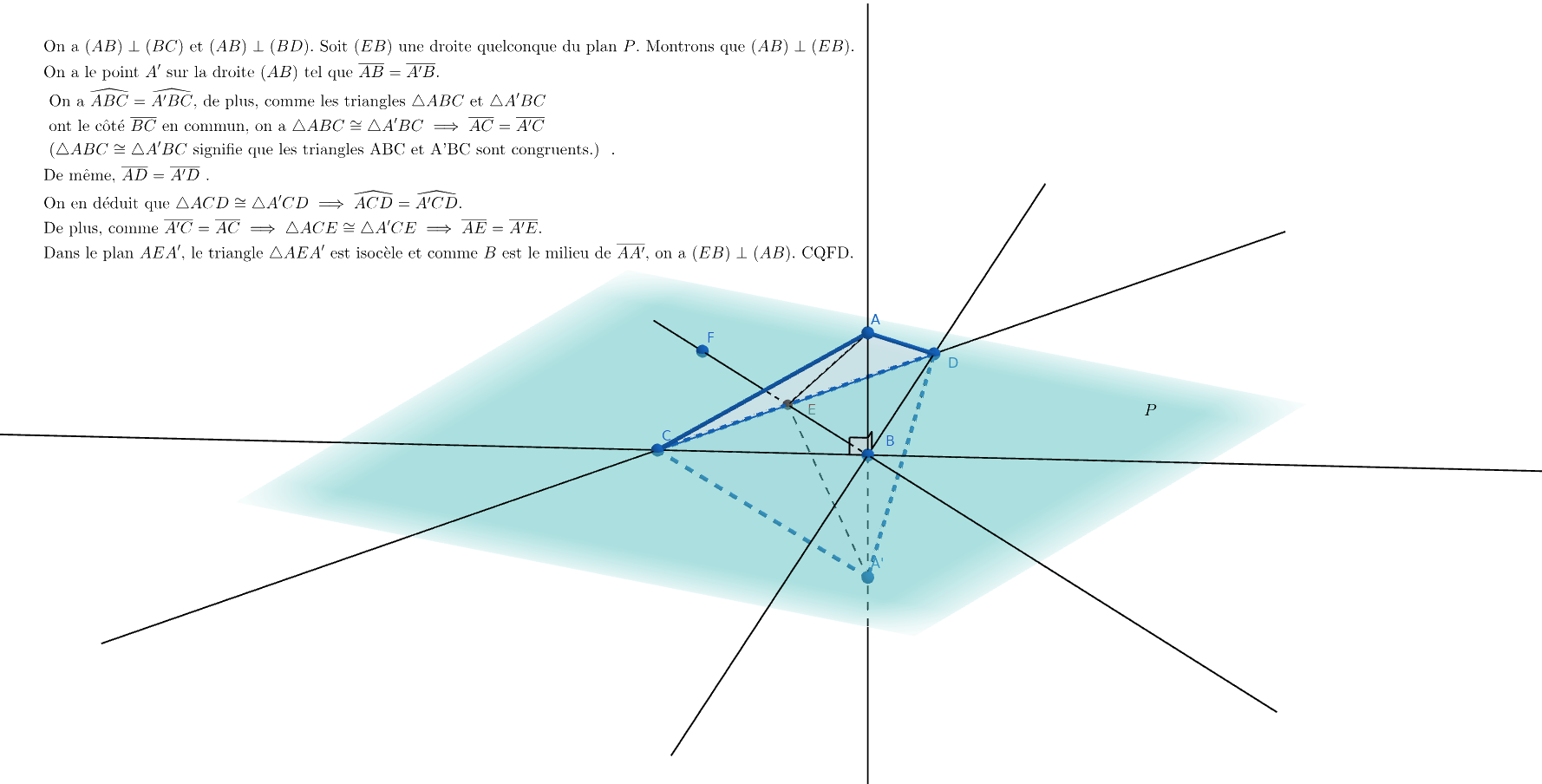
Démonstration de Charles de Comberousse - Proposition 158

Mais il existe une démonstration utilisant uniquement des triangles isométriques . Elle est proposée par Charles de Comberousse, ingénieur civil et examinateur d'admission à l'École Centrale des arts et manufactures en 1861 dans son Cours de Mathématiques à l'usage des candidats à l'École Centrale des Arts et Manufactures et de tous les élèves qui se destinent aux écoles du gouvernement et par  Daniel Perrin : partant d'une droite (d) perpendiculaire en O à deux droites  sécantes (d1) et (d2) du plan, on démontre qu'elle est perpendiculaire à toute autre droite (d3) du plan passant par O. Pour ce faire, on envisage une droite du plan coupant les trois droites en A, B et C, prend sur (d) deux points M et N symétriques par rapport à O et travaille successivement sur les triangles isométriques MAB et NAB puis MAC et NAC pour démontrer que (d3)  est médiatrice de [MN].

C'est une méthode utile pour démontrer que deux droites sont orthogonales : il suffit de démontrer qu'une des droites est perpendiculaire à un plan contenant l'autre droite, ou plus simplement que cette droite est orthogonale à deux droites sécantes d'un plan contenant l'autre droite. En particulier, ce théorème permet de démontrer le théorème des trois perpendiculaires.
 Théorème des trois perpendiculaires. Soient (P) un plan, A un point distinct du plan et une droite (d) incluse dans le plan. Si, par A, on mène une perpendiculaire (d1) au plan (P) qui rencontre (P) en B et si, par B, on mène une perpendiculaire (d2) à (d) rencontrant (d) en H, alors la droite (AH) est perpendiculaire à (d).
Une démonstration ce théorème consiste à en faire un corollaire du théorème de la porte. Si une droite (d) est orthogonale à deux droites sécantes d'un plan, elle est orthogonale à toutes les droites de ce plan (on se ramène au théorème de la porte en traçant des parallèles aux droites précédentes passant toutes par un même point). Dans le théorème des trois perpendiculaires, on sait que (d) est perpendiculaire à (d2) et est orthogonale à (d1). (d) est donc orthogonale à toutes les droites du plan contenant (d1) et (d2) donc (d) est orthogonale à (AH).

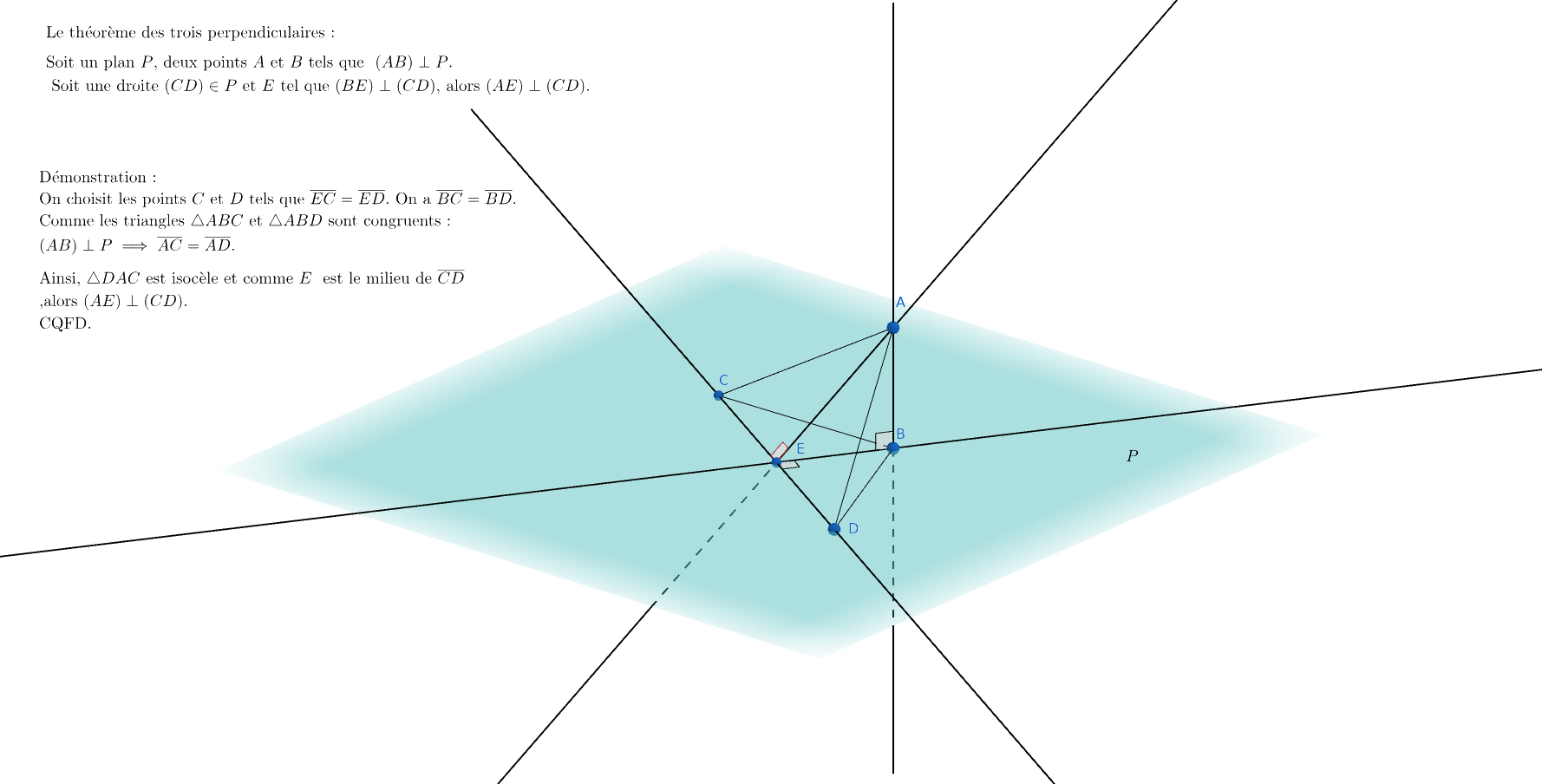
Théorème des trois perpendiculaires

Mais une autre démonstration est possible utilisant les mêmes outils que pour le théorème de la porte : l'existence de triangles isométriques (dit aussi congruents). Cela signifie que les côtés des triangles ont respectivement la même longueur. On peut les superposer sur un plan. Les triangles qui sont congruents ont les mêmes angles. Ces propriétés fondamentales y sont présentées dans le livre 1 des éléments d'Euclide (proposition 4 et 6).